# Alfaroa williamsii
Alfaroa williamsii är en valnötsväxtart. Alfaroa williamsii ingår i släktet Alfaroa och familjen valnötsväxter.

## Underarter
Arten delas in i följande underarter:
- A. w. tapantiensis
- A. w. williamsii